# Quintus Servilius Caepio (consul in 140 v.Chr.)
Quintus Servilius Caepio (ca. 181 v.Chr. - 112 v.Chr.) was een Romeinse generaal en politicus.
Servilius Caepio stamde uit de patricische familie van de Servilii. Zijn vader Gnaeus Servilius Caepio was in 169 v.Chr. consul. Na Caepio's eigen consulaat in 140 v.Chr., een jaar na zijn oudere broer Gnaeus, werd hij naar Hispania gestuurd, waar hij een vredesverdrag met de Lusitani zou sluiten, die daar de Romeinen op het randje van een nederlaag hadden gebracht.
In plaats van vrede te sluiten, ontketende de voor zijn brutaliteit en meedogenloosheid bekend staande Caepio een nieuwe oorlog, waarbij hij premie uitloofde voor het uitleveren van de vijandige guerrilla-leider Viriathus. Nadat deze door zijn eigen mannen was vermoord geworden, verwees Caepio de daders voor de uitbetaling van de som door naar Rome. Onder leiding van hun nieuwe aanvoerder Tantalos vielen de Lusitaniërs tevergeefs de stad Saguntum (niet zoals Appianus zegt het beroemde Saguntum uit de oorlog tegen Hannibal, maar waarschijnlijk Saguntia, het huidige Banos de Gigonza in het westen van Hispania Baetica) aan en werden op hun terugtocht door Caepio aangevallen. Ze gaven zich over en nadat ze waren ontwapend, stelde Caepio hen toereikend land ter beschikking, opdat ze geen nieuwe rooftochten meer zouden ondernemen.
Caepio werd meermaals wegens verschillende misdrijven aangeklaagd, maar werd omwille van zijn relaties en zijn bekendheid steeds vrijgesproken.
Zijn gelijknamige zoon was consul in 106 v.Chr.